# Allen Boozer
Allen Hayne Boozer (* 28. Juli 1944 in Orangeburg, South Carolina)  ist ein US-amerikanischer Plasmaphysiker.
Boozer studierte Physik an der University of Virginia (Bachelorabschluss 1966) und wurde 1970 an der Cornell University promoviert. 1970 bis 1974 war er Offizier in der US Air Force (wo er die Commendation Medal erhielt). Ab 1974 forschte er am Princeton Plasma Physics Laboratory, wo er 1985/86 Leiter (Acting Head) der Theorieabteilung war. Ab 1986 war er Professor für Physik am College of William & Mary und ab 1994 Professor für Angewandte Physik an der Columbia University. 1982 war er Gastprofessor an der Universität Nagoya.
Seit 1989 ist er „Auswärtiges Wissenschaftliches Mitglied“ der Max-Planck-Gesellschaft.
Boozer revolutionierte mit seinen theoretischen Arbeiten die Entwicklung von Stellaratoren zur Kernfusion, die zwar im Vergleich zu Tokamaks Vorteile haben (zum Beispiel können sie im Dauerbetrieb arbeiten), aber auch kompliziertere Magnetfeldkonfigurationen für den Plasmaeinschluss. Er führte in den 1980er Jahren Koordinaten ein (Boozer Koordinaten), in denen die magnetischen Felder zum Beispiel von Stellaratoren besonders einfach aussahen und formulierte Einschlusskriterien für Stellaratoren: Quasisymmetrie, verwendet unter anderem im HSX (University of Wisconsin) und NCSX (Princeton), und Gleichheit der Minima der Magnetfeldstärke auf magnetischen Flächen, verwendet in Wendelstein 7-X. Er ist auch am Columbia Non-Neutral Torus beteiligt.
Er ist Miterfinder einer Methode der Stromsteuerung in Plasmen zum Beispiel von Tokamaks und Stellaratoren, Electron cyclotron current drive (ECCD), auf die er ein Patent hält (1984).
2010 erhielt er dafür mit Jürgen Nührenberg den Hannes-Alfvén-Preis.
1992 bis 1994 war er stellvertretender Herausgeber von Physics of Plasmas und 1992 bis 1995 Mitherausgeber von Plasma Physics and Controlled Fusion. 1992 war er Präsident der University Fusion Association.
Er ist Fellow der American Physical Society, deren Sektion Plasmaphysik er ab 1998 drei Jahre vorstand, und der American Geophysical Union.
Seine Frau Carol Boozer, mit der er seit 1968 verheiratet ist und zwei Kinder hat, ist Professorin und Leiterin des Übergewichts-Forschungszentrums der Columbia University.